# Peripoda
A Peripoda rend a tüskésbőrűekhez, azon belül a tengericsillagokhoz tartozik. A rendbe az egyetlen Xyloplacidae család, egyetlen Xyloplax neme tartozik 3 fajjal.
A Xyloplax turneae a Karib-tengerben, a Xyloplax medusiformis pedig Új-Zéland csendes-óceáni részén él kb. 2000 m mélységben. E rend képviselői nagyon kicsik.

## Rendszerezés
A rendbe az alábbi család, nem és 3 faj tartozik:
- Xyloplacidae
  - Xyloplax nembe 3 fajt sorolnak
    - Xyloplax medusiformis
    - Xyloplax turneae
    - Xyloplax janetae